# Presa de Marib

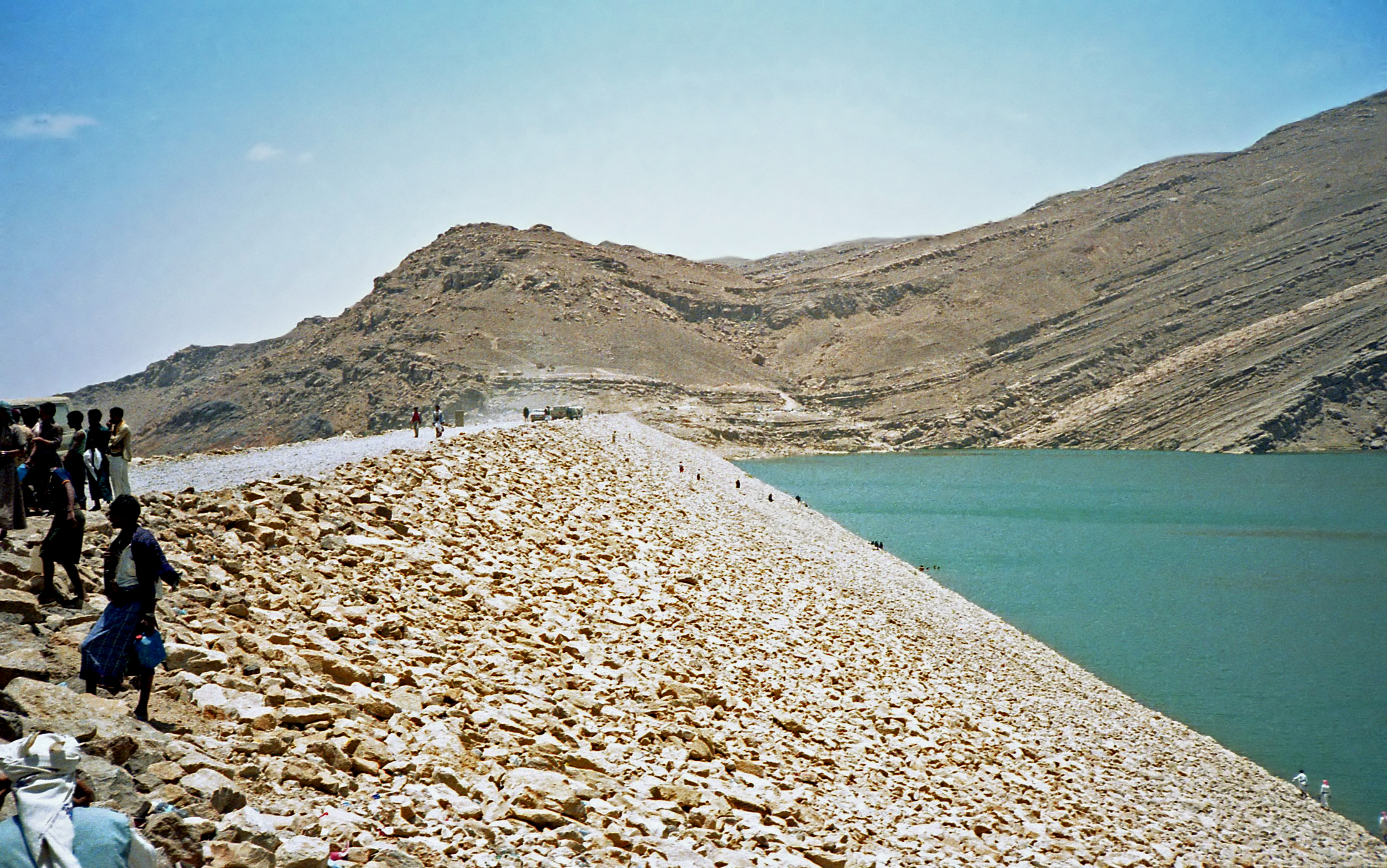
Presa de Marib al 1986

La presa de Marib, Ma'rib o Ma'arib (en àrab سدّ مأرب, transliterat sadd Ma'rib o sudd Ma'rib) bloqueja el uadi del riu Adhanah (també Dhana o Adhana) a la vall de Dhana al pujol de Balaq, actual Iemen. Probablement, la seva primera construcció com a tal provinga del s. XVIII ae; arriba a 4 m d'alçada i 580 m de longitud i arribava als 7 m al voltant del 500 ae. Fou una de les meravelles d'enginyeria del món antic, i un element referencial en la civilització d'Aràbia meridional. Està situada en les proximitats de l'antiga capital del Regne de Saba, Marib, d'ací el seu nom i ara, prop d'una presa moderna.
Les ruïnes d'aquesta presa daten d'al voltant del s. VIII ae i són les restes després de la seua famosa ensulsiada catastròfica que es produí després d'altres falles anteriors a principis del s. VII, la qual cosa provocà que se n'abandonés l'ús.
També hi ha altres importants preses antigues al territori de l'actual Iemen, com la de Khufaynah, la de Kharid, la d'Aḑra'ah, la de Miqrān i la de Yath'ān. Històricament, Iemen ha estat reconegut per la magnificència de la seua antiga enginyeria de l'aigua. Des de la costa de la Mar Roja als límits del desert de Rub al-Khali són nombroses les ruïnes de petites i grans preses fetes amb terra i pedra. Això feu aflorar brillantment civilitzacions com les del Regne de Sabà.

## Gran presa de Marib
Algunes campanyes arqueològiques han suggerit que ja l'any 2000 ae hi havia simples esbossos de preses construïdes amb terra i una xarxa de canals. La Gran presa es remunta al voltant del s. VIII ae i es considera la presa més antiga coneguda del món.
La Gran presa de Marib, també anomenada presa d'Arim (سدّ العرم, sadd al-ˁArim) se situa aigües amunt de l'antiga ciutat de Marib, antiga capital del Regne de Sabà. Aquest regne basava la seua riquesa, sobretot, en el cultiu i comerç d'espècies i perfums, incloent l'encens i la mirra. Amb els sistemes d'irrigació a força de canals i preses que retenien les periòdiques pluges monsòniques que queien a les properes muntanyes, aconseguien una gran productivitat dels boscs i l'agricultura.

### Destrucció final de la presa
Tot i que al llarg de la seua història s'havien produït, amb més o menys fortuna, treballs de manteniment en la presa, s'hi produïren nombroses falles, notablement les dels anys 449, 450, 542 i 548. La darrera ruptura, que en produí la definitiva clausura, fou cap al 570 o 575. Algunes llegendes locals expliquen que el seu final havia estat predit per un rei anomenat ‘Imrān, que també era endeví, i més tard per l'esposa del rei. En la llegenda, la ruptura era causada per grans rates que rosegaven i esgarrapaven la presa. L'esdeveniment de la destrucció de la presa de Marib fou un succés històric, al qual s'al·ludeix en l'Alcorà:
| « | لَقَدْ كَانَ لِسَبَإٍ فِي مَسْكَنِهِمْ آيَةٌ ۖ جَنَّتَانِ عَن يَمِينٍ وَشِمَالٍ ۖ كُلُوا مِن رِّزْقِ رَبِّكُمْ وَاشْكُرُوا لَهُ ۚ بَلْدَةٌ طَيِّبَةٌ وَرَبٌّ غَفُورٌ، فَأَعْرَضُوا فَأَرْسَلْنَا عَلَيْهِمْ سَيْلَ الْعَرِمِ وَبَدَّلْنَاهُم بِجَنَّتَيْهِمْ جَنَّتَيْنِ ذَوَاتَيْ أُكُلٍ خَمْطٍ وَأَثْلٍ وَشَيْءٍ مِّن سِدْرٍ قَلِيلٍ | » |

لَقَدْ كَانَ لِسَبَإٍ فِي مَسْكَنِهِمْ آيَةٌ ۖ جَنَّتَانِ عَن يَمِينٍ وَشِمَالٍ ۖ كُلُوا مِن رِّزْقِ رَبِّكُمْ وَاشْكُرُوا لَهُ ۚ بَلْدَةٌ طَيِّبَةٌ وَرَبٌّ غَفُورٌ، فَأَعْرَضُوا فَأَرْسَلْنَا عَلَيْهِمْ سَيْلَ الْعَرِمِ وَبَدَّلْنَاهُم بِجَنَّتَيْهِمْ جَنَّتَيْنِ ذَوَاتَيْ أُكُلٍ خَمْطٍ وَأَثْلٍ وَشَيْءٍ مِّن سِدْرٍ قَلِيلٍ

| « | "Hi havia a l'indret on vivia la tribu dels Sabà un senyal, dos jardins, un a la dreta i l'altre a l'esquerra. [Se'ls digué]: "Mengeu el que ha disposat el vostre Senyor i doneu-li gràcies. Teniu bona terra, i un Senyor que perdona. Però s'hi negaren, per això els enviàrem la inundació de la presa, i reemplaçàrem els dos jardins amb jardins de fruita amarga, tamarinds i algun ginjoler (Sidrat al-Muntaha)." | » |

Aquest episodi serveix com a advertiment a les persones que intenten deixar el camí recte, allunyant-se de la creença en un sol Déu, Al·là. Segons la tradició àrab, la inundació i la consegüent ruïna del sistema de rec es traduiria en l'abandó de les terres agrícoles i l'emigració de la majoria dels habitants. De fet, alguns historiadors àrabs atribueixen a aquesta catàstrofe la dispersió de fins a 50.000 habitants de les tribus àrabs i la seua redistribució a la península Aràbiga i la zona sirianoiraquiana.

### El bombardeig de 2015
Al juny de 2015, el jaciment arqueològic que conté les restes de la presa fou durament copejat pels bombardeigs aeris de les forces armades saudites que participaven en suport a les forces lleials al president iemenita Abd Rabbih Mansur Hadi contra els rebels xiïtes Houthi. Segons alguns arqueòlegs de l'Institut Arqueològic Alemany, l'atac aeri n'hauria afectat el tancament nord, fins ara el millor conservat.

## La presa actual
Al 1986 es construí una nova presa de 38 m d'alçada i 763 m de llarg sobre el riu Dhana, amb una capacitat d'embassament de 398 milions de metres cúbics d'aigua. La presa es troba a 3 km aigües amunt de les ruïnes de l'antiga presa de Marib.